# Soledad García
Soledad García, född den 12 juni 1981 i Córdoba, Argentina, är en argentinsk landhockeyspelare.
Hon tog OS-silver i damernas landhockeyturnering i samband med de olympiska landhockeytävlingarna 2000 i Sydney.
Hon tog därefter OS-brons i damernas landhockeyturnering i samband med de olympiska landhockeytävlingarna 2004 i Aten.
Hon tog OS-brons igen i samma gren i samband med de olympiska landhockeytävlingarna 2008 i Peking.